# Ẩm thực Catalunya

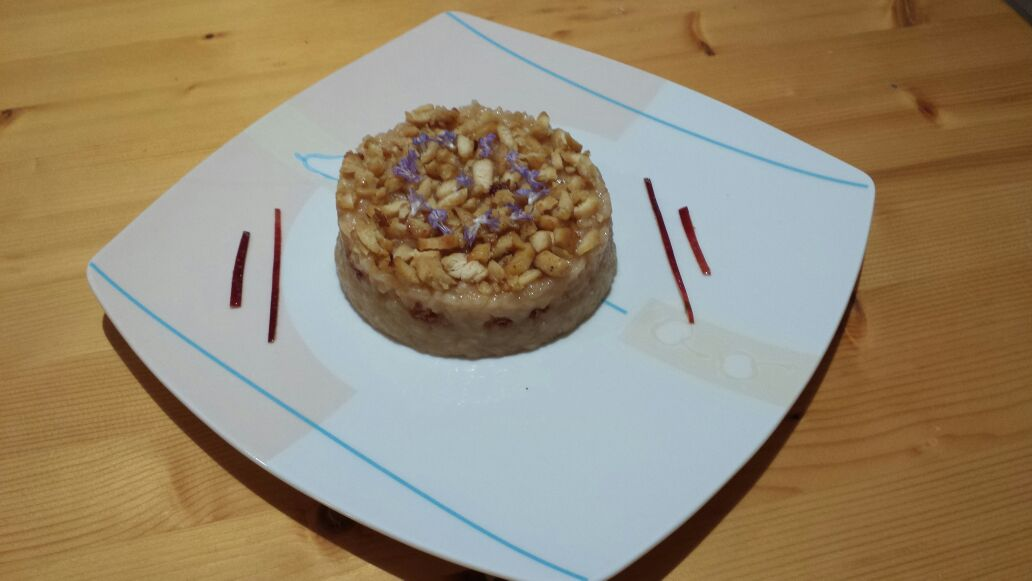
Ẩm thực Calalunya

Ẩm thực Catalunya là các món ăn từ vùng tự trị Catalunya. Nó cũng có đề cập đến ẩm thực tương đồng của Roussillon và Andorra, ẩm thực Andorra có một món ăn tương tự như của các hạt láng giềng Alt Urgell và Cerdanya và thường được gọi là "ẩm thực núi Catalan". Ẩm thực Catalan được coi là một phần của ẩm thực Tây Địa Trung Hải.

## Cách nhìn khác
Một số tác giả Catalan đương đại, như Josep Pla hay Eliana Thibaut i Comalada, và những người khác như Colman Andrews, đã cho rằng, bên cạnh khu vực Catalonia, nền ẩm thực này còn bao gồm cả ẩm thực Balearic và Valencia, nhưng ý kiến này bị chỉ trích là chính trị hóa, và không phải là phổ biến, cũng không phải là nó được hỗ trợ bởi một trong hai chính quyền Balearic hoặc chính quyền Valencia, trong khi chính quyền Catalan lại có quan điểm khác. Dù sao đi nữa, mối quan hệ lẫn nhau tồn tại giữa ẩm thực Catalan và ẩm thực Tây Địa Trung Hải, chẳng hạn như ẩm thực Balearic, ẩm thực Valencia, ẩm thực miền Nam Pháp, ẩm thực Aragon hoặc ẩm thực Murcia.

## Thành phần nguyên liệu cơ bản
Ẩm thực xứ này phụ thuộc nhiều vào nguyên liệu phổ biến dọc theo bờ biển Địa Trung Hải, bao gồm các loại rau tươi (đặc biệt là cà chua, tỏi, cà tím (cà tím), ớt, và atisô), các sản phẩm lúa mì (bánh mì, mì ống), dầu ô liu Arbequina, rượu, các loại đậu (đậu, đậu xanh), nấm, tất cả các loại của các chế phẩm thịt lợn (xúc xích từ vùng Vic, đùi lợn muối), tất cả các loại pho mát, thịt gia cầm, thịt cừu, và nhiều loại cá như cá mòi, cá cơm, cá ngừ, cá tuyết.
Các món ăn truyền thống Catalan là khá đa dạng, từ các món ăn chế biến chủ yếu từ thịt lợn thâm ở phần nội địa của khu vực (Catalonia là một trong những nhà sản xuất chính của sản phẩm heo ở Tây Ban Nha) công thức nấu ăn cho từ cá ở các khu vực dọc theo bờ biển.
Các món ăn bao gồm nhiều chế phẩm trộn giữa các món hầm ngọt và mặn và với các loại nước chấm dựa trên botifarra (xúc xích thịt lợn) và picada đặc trưng (hạnh nhân đất, hạt phỉ, hạt thông, vv đôi với tỏi, rau thơm, bánh quy).